# Wstęgówka pąsówka
Wstęgówka pąsówka (Catocala nupta) – gatunek motyla z rodziny mrocznicowatych i podrodziny Erebinae. Jest polifagiem. W Polsce występuje na obszarze całego kraju.